# Okręg Szkolny Krakowski
Okręg Szkolny Krakowski (OSK) – jeden z okręgów szkolnych II RP, utworzony rozporządzeniem Ministra Wyznań Religijnych i Oświecenia Publicznego z 18 września 1921 r. w przedmiocie zmiany granic Okręgu Szkolnego Lwowskiego i utworzenie Okręgu Szkolnego Krakowskiego.

## Historia
14 października 1921 roku, weszło w życie rozporządzenie o utworzeniu okręgu. Kurator OSK początkowo urzędował we Lwowie, a 1 stycznia 1922 roku rozpoczął normalną pracę w Krakowie.
Na mocy rozporządzenia Ministra W. R. i O. P. z 19 marca 1926 roku o zmianie granic okręgów Warszawskiego i Krakowskiego, do Okręgu Szkolnego Krakowskiego, włączono województwo kieleckie.
Kuratorzy krakowscy.
1921–1925. Jan Owiński.
1925–1926. dr Jan Riemer.
1926–1927. Feliks Przyjemski.
1927–1931. dr Tadeusz Kupczyński.
1931–1933. dr Eustachy Nowicki.
1933–1934. Marian Godecki (p.o.)
1934–1936. Marian Godecki.
1936–1939. Józef Stypiński.

## Obwody szkolne
W 1933 roku rozporządzeniem Prezydenta Rzeczypospolitej Polskiej z dnia 4 lipca 1933 r. o organizacji obwodowych władz szkolnych, dla celów administracji w zakresie szkolnictwa, okręgi szkolne zostały podzielone na obwody, zawierające jeden lub więcej powiatów i były zarządzane przez inspektorów szkolnych.
Okręg Szkolny Krakowski, został podzielony na obwody:

- Obwód bialski – powiaty: bialski i żywiecki.
- Obwód gorlicki – powiaty: gorlicki i jasielski.
- Obwód krakowski miejski – miasto Kraków.
- Obwód krakowski – powiaty: krakowski, chrzanowski i bocheński.
- Obwód mielecki – powiaty: mielecki i ropczycki.
- Obwód nowosądecki – powiaty: nowosądecki i limanowski.
- Obwód nowotarski – powiat nowotarski.
- Obwód tarnowski – powiaty: tarnowski, brzeski i dąbrowski.
- Obwód wadowicki – powiaty: wadowicki i myślenicki.
- Obwód częstochowski – miasto Częstochowa i powiat częstochowski.
- Obwód buski – powiaty: stopnicki i pińczowski.
- Obwód kielecki – powiaty: kielecki, jędrzejowski i włoszczowski.
- Obwód konecki – powiaty: konecki i opoczyński.
- Obwód miechowski – powiaty: miechowski i olkuski.
- Obwód ostrowiecki – powiaty: opatowski, iłżecki i sandomierski.
- Obwód radomski – powiaty: radomski i kozienicki.
- Obwód sosnowiecki – miasto Sosnowiec oraz powiaty: będziński i zawierciański.

W 1939 roku rozporządzeniem Ministra W. R. i O. P. z dnia 31 grudnia 1938 r. o zmianie podziału okręgów szkolnych na obwody. Okręg Szkolny Krakowski został podzielony na 17 obwodów, dostosowanych do podziału na powiaty:

- bialski,
- gorlicki,
- krakowski (miejski),
- krakowski,
- mielecki,
- nowosądecki,
- nowotarski,
- tarnowski,
- wadowicki,
- buski,
- częstochowski (miasto Częstochowa i powiat częstochowski),
- kielecki (powiaty: kielecki, jędrzejowski i włoszczowski),
- miechowski, ostrowiecki (powiaty: opatowski, iłżecki i sandomierski),
- radomski (miasto Radom, powiaty: radomski i kozienicki),
- sosnowiecki (miasto Sosnowiec, powiaty: będziński i zawierciański).

Rozporządzenie weszło w życie 1 kwietnia 1939 roku.

## Okręg w PRL
Po wojnie, na podstawie ustawy o tymczasowym ustroju szkolnym, wyszło rozporządzenie Rady Ministrów z 5 września 1946 r. o okręgach szkolnych. Rozporządzenie to weszło w życie 9 października 1946 roku, a w jego myśl na nowo utworzono Okręg Szkolny Krakowski, obejmujący swoim zasięgiem powojenne województwo krakowskie. 
W 1950 roku Kuratorium Okręgu Szkolnego Krakowskiego zostało zlikwidowane na mocy ustawy z dnia 20 marca 1950 roku o terenowych organach jednolitej władzy państwowej, a jego kompetencje przejął Wydział Oświaty Prezydium Wojewódzkiej Rady Narodowej w Krakowie. W 1958 roku na mocy ustawy z dnia 18 kwietnia 1958 roku w sprawie kuratoriów okręgów szkolnych i inspektorów oświaty, kuratorium zostało przywrócone jako terenowy organ administracji państwowej podległy Prezydium Wojewódzkiej Rady Narodowej. W latach 1973–1975 Kuratorium Okręgu Szkolnego Krakowskiego, działało jako wydział Urzędu Wojewódzkiego w Krakowie. W latach 1975–1990 kuratorium działało jako Kuratorium Oświaty i Wychowania w Krakowie, wchodzące w skład Urzędu Miasta Krakowa. .
W 1975 roku po reformie podziału administracyjnego Okręg Szkolny Krakowski został zlikwidowany, a na jego miejscu utworzono wojewódzkie Kuratoria Oświaty i Wychowania w Krakowie, Tarnowie i Nowym Sączu, które działały do 31 grudnia 1998 roku.

## Kuratorium w III RP
Od 26 maja 1990 roku na podstawie ustawy z dnia 17 maja 1990 r. o zmianie ustawy o rozwoju systemu oświaty i wychowania oraz ustawy - Karta Nauczyciela, Kuratorium Oświaty stało się terenowym organem rządowej administracji specjalnej do spraw oświaty, na terenie województwa krakowskiego i podlegało bezpośrednio MEN. Od 1 stycznia 1992 roku na podstawie ustawy z dnia 7 września 1991 r. o systemie oświaty urząd funkcjonuje jako Kuratorium Oświaty w Krakowie. W latach 1990–1998 Kuratorem Oświaty w Krakowie był dr Jerzy Lackowski.
Po kolejnej reformie podziału administracyjnego, gdy utworzono województwo małopolskie, od 1 stycznia 1999 roku zmieniono nazwę na Małopolskie Kuratorium Oświaty.
Małopolscy Kuratorzy Oświaty.
1999–2002 dr Jerzy Lackowski.
2003–2006 Elżbieta Lęcznarowicz.
2006–2008 Józef Rostworowski.
2008–2009 Artur Dzigański
2010–2016 Aleksander Palczewski.
2016–2023 Barbara Nowak.
2023-2024 p.o. Małopolskiego Kuratora Oświaty dr Gabriela Olszowska.
2024-nadal dr Gabriela Olszowska.